# Эсперантидо
Эсперантидо (Esperantido) — проект международного искусственного языка, основанный на эсперанто и идо. Был предложен Рене де Соссюром. Имел две формы: 1919 и 1920 годов. Обе формы незначительно отличались от эсперанто: так, владея эсперанто, можно было понимать тексты на эсперантидо.
Аналогичные проекты того же автора: нов-эсперанто (1925), эсперанто II (1937). Иногда их объединяют под общим именем антидо (первоначально псевдоним автора, взятый им в 1907 году).
Вариант 1919 года отличался от эсперанто заменой диакритики (ģ вместо ĝ и т. д.), отсутствием винительного падежа (аккузатива) и лексикой (savi вместо scii и пр.).
Пример текста: Akceptante Esperantido, oni do ne riskas nova experimento. Irge ni libro, skribita en Esp-o, povas tuy esti transskribita en Esp-ido nuran gramatikan ćanģeton. Nu do esperas, ke omnin samideanon, kiun deziras atingi definitiva uneco de la lingvo internacia, ne rifuzos kunlabori kay klopodi kun nu por atentigi la Ligo de la Popolon (Societo de Nacion) pri la lingvo internacia. Vi certe savas, ke internacia lingvo newtrala yam existas dep 30 yaron kaj estas uzata kay parolata omnitage de milon de homon.
Вариант 1920 года был лишён диакритики, изменились некоторые слова.
Пример текста: La lingvo vekis varmegan entuziasmon, kar en ji vivis la nobla animo k. alta idealo de jia awtoro; la anaro pli k. pli grandivis. Esperanto, uzata skribe k. parole, progresis dey proxor 15 yaron, kiam qelkan anon ekdeziris reformi ji.